# Quartier du Fort
Cet article possède un paronyme, voir Quartier du port.
Le quartier du Fort est le plus ancien des trois quartiers de Saint-Pierre en Martinique et s'étend au nord de la ville entre la rivière des Pères et la rivière Roxelane.

## Situation
Les limites du quartier du Fort sont, au nord, la rivière des Pères et, au sud, la rivière Roxelane. Le quartier s'étend sur la façade maritime d'un contrefort en pente douce de la montagne Pelée nommé plaine de la Consolation. 

## Topographie
La position topographique des quartiers de Saint-Pierre a une grande influence sur leur climat. Le quartier du Fort n'étant dominé par aucune hauteur voisine du côté de l'est, les vents de cette direction y soufflent avec liberté et tendent sans cesse à rafraîchir l'atmosphère.

## Histoire
Le 15 septembre 1635 après plusieurs tentatives, Pierre Belain d'Esnambuc, capitaine général de la colonie de Saint-Christophe s'installe à la Martinique pour le compte de la Compagnie des îles d'Amérique avec cent colons de Saint-Christophe choisis parmi les habitants les mieux expérimentés. Il jette les bases d'un fort encore en bois, à l'embouchure de cette rivière qui prend le nom de Roxelane, de l'un de ses plus fidèles compagnons, le Normand Rosselan de Querangouin. Puis, il rembarque pour Saint-Christophe laissant là ses pionniers sous l'autorité de Du Pont. Les habitations installés aux environs du fort, le long de la mer et sur les mornes voisins, commencent à former un bourg qui prend le nom de Fort Saint-Pierre de la Martinique.
Au XVIIe siècle, Saint-Pierre se divise en trois quartiers et deux paroisses : Le Fort Saint-Pierre, la Galère et le Mouillage. Le premier commence au Fort Saint-Pierre de la Martinique et s'étend jusqu'à la batterie Saint-Nicolas. Son église paroissiale dédiée à saint Pierre est très probablement construite en bois dès 1640 et desservie par les Jésuites. De l'autre côté de la rivière Roxelane, des religieuses dominicaines établissent un couvent en décembre 1653 qui devient un couvent d'Ursulines chargé de l'instruction des jeunes filles, établi par lettres patentes du roi le 28 août 1681. Le second quartier se nomme la Galère et occupe la frange littorale allant de la place du Fort à la batterie Saint-Louis située à l'embouchure de la rivière des Pères. Sur la rive sud de cette même rivière, les Jésuites bâtissent en 1640 la première construction en pierre de la cité, qui est à la fois la maison de leur ordre et une exploitation sucrière. L'ouragan de 1695 emporte plus de deux cents maisons de ce quartier qui est reconstruit dès 1705. L'extension urbanistique finit d'ailleurs par le fondre dans celui du Fort Saint-Pierre. Le quartier du Mouillage, dont la paroisse est desservie par les Jacobins, s'étend de la batterie Saint-Nicolas jusqu'à celle de Saint-Robert.
À la suite de l'expulsion de l’ordre des Jésuites de la Martinique en 1763, leur domaine est racheté par le sieur Perrinelle en 1775 et l’habitation retrouve alors sa prospérité d'antan pour devenir la plus belle de la Martinique.
Le 8 août 1851, un arrêté du gouverneur de la Martinique créé une nouvelle paroisse autour de l'ancienne église des Ursulines rebaptisée Saint-Étienne-du-Centre, l'église du Fort et celle du Mouillage étant devenues insuffisantes pour accueillir l'ensemble des fidèles. Autour de cette église est créé un nouveau quartier, le quartier du Centre, par détachement de celui du Fort qui se limite désormais au sud à la rivière Roxelane.
Avant l'éruption de la montagne Pelée en 1902 qui rase la ville de Saint-Pierre, le quartier du Fort formait la ville haute, zone résidentielle peuplée par la bourgeoisie pierrotine. Paradoxalement, c'était aussi le plus gros centre industriel de la ville par le nombre de distilleries industrielles de rhum qui y étaient installées : onze distilleries au total, toutes situées sur la frange littorale qui s'étendait de la place du Fort vers la rivière des Pères au lieu-dit la Galère, à l'exception de celle de Clanis Gaston qui était au bord de la rivière Roxelane.

## Lieux et patrimoine

### Avant le 8 mai 1902
Dans le quartier du Fort étaient situés :
- Le pont Roche (1766) qui relie le quartier du Centre à celui du Fort, rue Victor-Hugo,
- Le Fort Saint-Pierre de la Martinique (1635, 1665), auquel succède l'entrepôt des Douanes à la fin de la première moitié du XIXe siècle,
- Le marché du Fort,
- La rue Mont-au-Ciel : ruelle en escalier reliant l'importante rue Levassor à la plate-forme religieuse de l'église de la Consolation et du Séminaire-Collège.
- Le Bureau du Génie et des Ponts et Chaussées (XVIIIe et XIXe siècles), rue Levassor,
- La Maison coloniale de santé (1839), 3-7 rue Levassor,
- L'Église du Fort (1640, 1680, 1895), rue de l'église, rue du Dr Deschiens,
- Le Séminaire-Collège Saint-Louis-de-Gonzague (1844), ruelle du Séminaire,
- Le cimetière du Fort,
- L'habitation Perrinelle (1640) qui était la première construction en pierre de la cité,
- La batterie Saint-Louis.

Hormis le pont Roche toujours existant, tous les bâtiments ci-dessus ont disparu ou sont en ruines à la suite de l'éruption de la montagne Pelée en 1902.

### Aujourd’hui
- Le pont Roche,
- La rue Mont-au-Ciel,
- Les ruines de la maison coloniale de santé,
- Les ruines du bureau du Génie et des Ponts et Chaussées,
- Les ruines de l'église du Fort,
- L'habitation la Montagne (Distillerie Depaz),
- Le cimetière du Fort,
- Le Centre de découverte des sciences de la Terre et les ruines de l'habitation Perrinelle,